# Realm (virologie)
Pour les articles homonymes, voir Sphère, Realm, Domaine et Règne.
En virologie,  le realm (terme anglais officiel) est le rang taxonomique le plus élevé d'une nouvelle classification établie en 2020 par l'International Committee on Taxonomy of Viruses (ICTV, « Comité international de taxonomie des virus »), qui supervise la taxonomie des virus.
En français, ce terme peut être traduit par domaine, (bien que l'ICTV ait cherché explicitement à faire la distinction avec le domaine en biologie) ou règne (différent du règne en biologie dont l'équivalent en anglais est « kingdom »). 
Fin 2022, le terme de sphère a été proposé comme nom français de ce nouveau rang, se rapprochant de la notion de « virosphère » souvent utilisée pour décrire l'ensemble des virus.

## Liste desrealms
Six realms viraux sont reconnus et caractérisés par des traits spécifiques hautement conservés : 
- Adnaviria, qui contient tous les virus archéens filamenteux avec des génomes linéaires d'ADN double brin (ADNdb) ;
- Duplodnaviria, qui contient tous les virus à ADN bicaténaire (ADNbc) codant la  protéine de capside HK97 ;
- Monodnaviria, qui contient tous les virus à ADN monocaténaire (ADNmc) codant une   superfamille d'endonucléases HUH et leurs descendants ;
- Riboviria, qui contient tous les virus à ARN qui codent l'ARN polymérase ARN-dépendante (RdRp) et tous les virus qui codent la transcriptase inverse (RT) ;
- Ribozyviria, qui contient le virus de l'hépatite D (VHD), qui possède un génome d'ARN circulaire simple brin à sens négatif contenant un ribozyme, qui rappelle ceux des viroïdes, mais code une protéine qui se lie à l'ARN génomique en formant un complexe ribonucléoprotéique ;
- Varidnaviria, qui contient tous les virus à ADNbc qui codent une protéine de capside à repliement jelly roll vertical.

## Histoire
Avant le XXIe siècle, on croyait que les relations évolutives profondes entre les virus ne pourraient pas être découvertes en raison de leur taux de mutation élevé et du petit nombre de gènes impliqués rendant plus difficile la découverte de ces relations. Pour cette raison, de 1991 à 2017, le rang taxonomique le plus élevé dans la classification des virus était l'ordre. Au XXIe siècle, cependant, diverses méthodes ont été développées qui ont permis d'étudier ces relations évolutives plus profondes, y compris la métagénomique, qui a identifié de nombreux virus non identifiés auparavant, et la comparaison de traits hautement conservés, conduisant au désir d'établir une taxonomie des virus à un niveau supérieur.
Lors de deux votes en 2018 et 2019, l'ICTV a décidé d'adopter un système de classification des virus à 15 rangs, allant du realm à l'espèce. Quatre realms ont été établis : Riboviria en 2018 sur la base d'une analyse phylogénétique des polymérases dépendant de l'ARN (RdRp) qui sont monophylétiques,, Duplodnaviria en 2019 sur la base de preuves croissantes que les bactériophages à queue et les Herpesviridae partagent de nombreux traits,, Monodnaviria en 2019 après la résolution de la relation et de l'origine des virus à ADN CRESS, et Varidnaviria en 2019 sur la base des caractéristiques communes des virus membres,.
La nouvelle hiérarchie taxonomique et la nomenclature associée proposées en 2020 par l'ICTV, y compris les suffixes définis pour les taxons, suivent celles utilisées par la classification linnéenne (règne, phylum, classe, ordre, famille, genre, espèce) à une seule exception près : le rang le plus haut est appelé « realm », plutôt que « domaine » (en anglais : domain) comme dans la taxonomie classique des êtres vivants, ce qui reflète une interrelation complexe entre la taxonomie des virus et ses homologues pour les organismes cellulaires.